# Бырдинка
Бырдинка — деревня в Троснянском районе Орловской области. Входит в состав Пенновского сельского поселения. Население 1 (2010) человек

## Общая физико-географическая характеристика
Географическое положение
По автомобильным дорогам расстояние до областного центра города Орёл составляет 83 км, до районного центра села Тросна — 21 км. Абсолютная высота 233 метра над уровнем моря.
Часовой пояс
Бырдинка, как и вся Орловская область, находится в часовой зоне МСК (московское время). Смещение применяемого времени относительно UTC составляет +3:00.

## Население
| 2010 |
| ---- |
| 1    |

Национальный состав
Согласно результатам переписи 2002 года, в национальной структуре населения русские составляли  100% из 12 человек.